# Ибн Саййид ан-Нас
Абуль-Фатх Мухаммад ибн Мухаммад аль-Я’мари (араб. أبو الفتح محمد بن محمد اليعمري‎), более известный как Фатхуддин ибн Саййид ан-Нас (араб. فتح الدين بن سيد الناس‎; 1272, Каир —
1334, неизвестно) — средневековый египетский исламский богослов, хадисовед. Автор биографической книги о пророке Мухаммаде.

## Биография
Жил в Египте. Происходил из мусульманской семьи Севильи (Андалусия). Семья бежала из-за вражды с христианами, которые в итоге заняли город в 1248 году. Его дед Абу Бакр Мухаммад ибн Ахмад родился в 1200 году и поселился в Тунисе, где в октябре 1247 года родился отец Фатхуддина. Его дед умер в 1261 году.
Ибн Саййид ан-Нас умер в 734 году хиджры (1334 год). Был известен как приверженец захиритской правовой школы.

## Труды
Ибн Саййид ан-Нас известен своей книгой о жизни пророка Мухаммеда. Некоторые цепочки передатчиков повествования (иснады) являются уникальными; Ибн Хишам включал в свою книгу о жизни Пророка повествования цепочки, которые восходят только к Ибн Саййиду. Во время своего пребывания в Каире, он был одним из величайших сочинителей стихов во славу Мухаммеда. Вместе с Абу Хайяном аль-Гарнати часто был в жюри поэтических конкурсов, проходивших в период правления мамлюкского султана Мухаммада ан-Насира. Марокканский султан Мулай Сулайман бен Мохаммед в начале 1800-х годов утвердил два труда о жизни пророка Мухаммеда, среди которых была работа Ибн Саййида.